# Dosso stradale

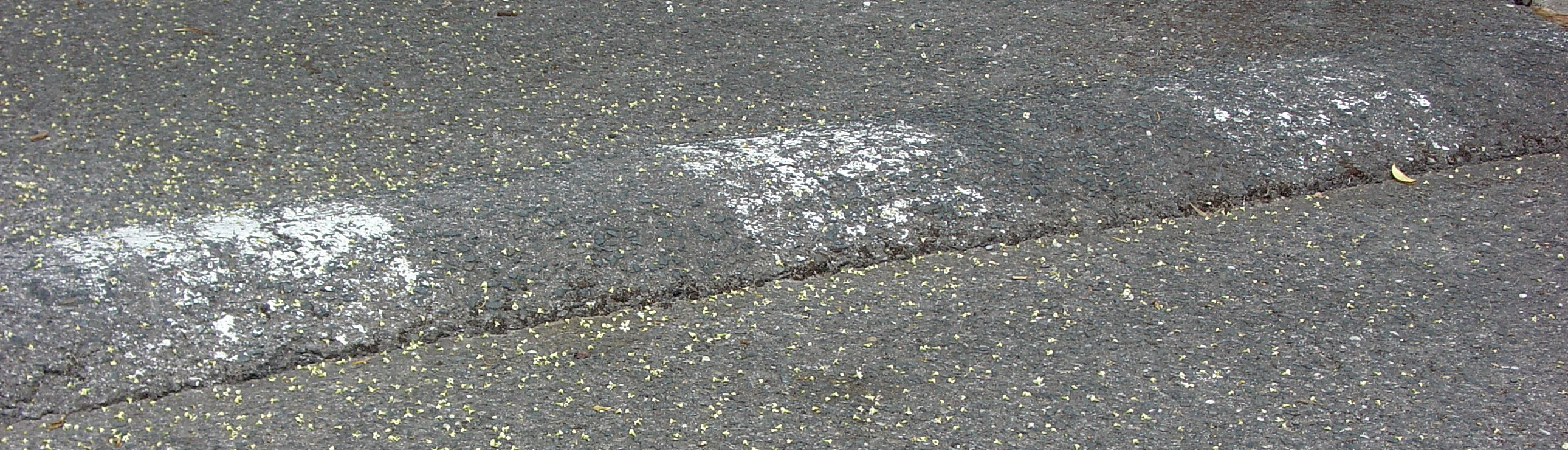
Dosso stradale artificiale in asfalto

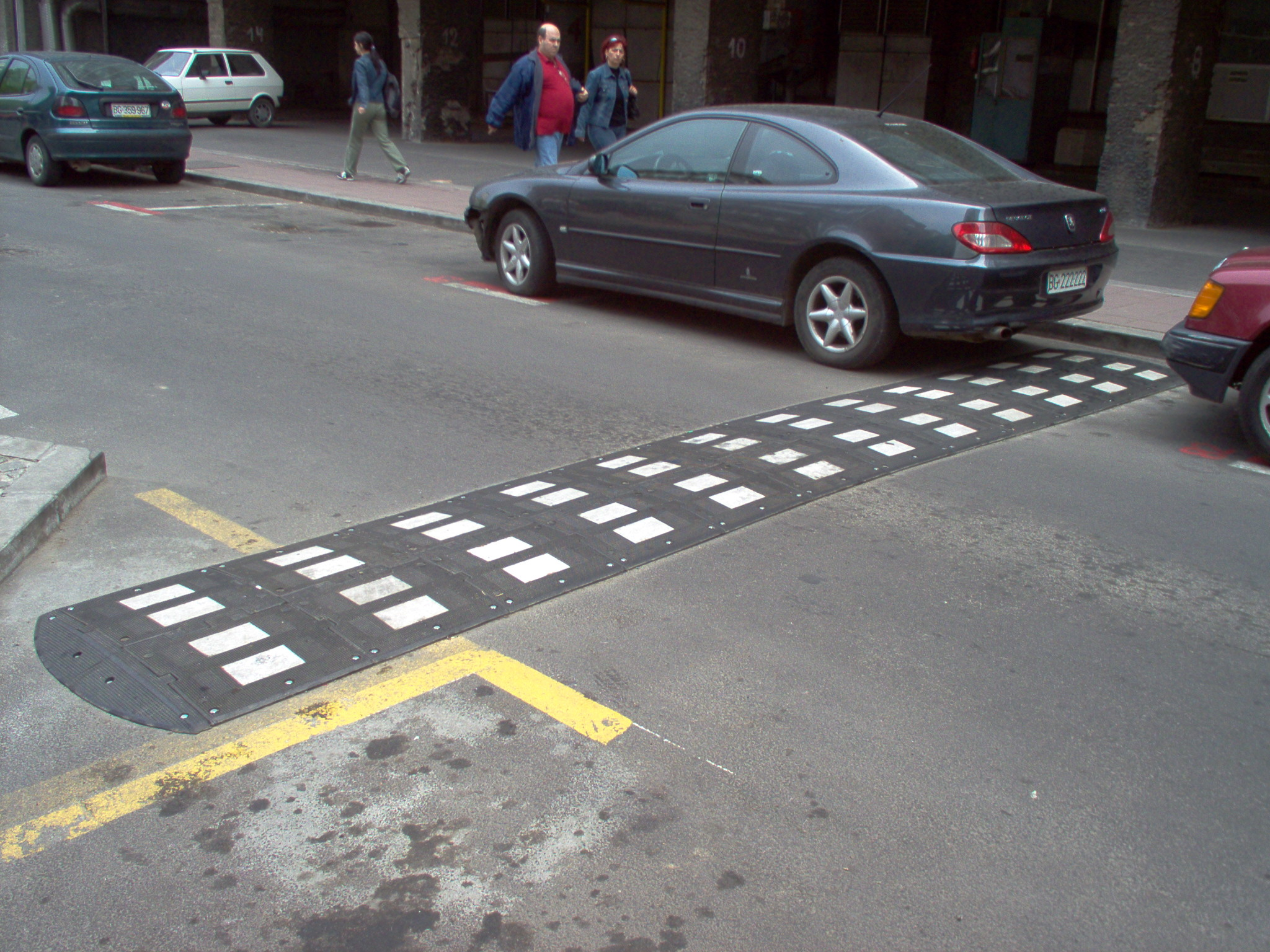
Dosso stradale artificiale in gomma

Un dosso stradale artificiale, o dosso rallentatore, a volte chiamato anche dissuasore di velocità, è uno strumento progettato per rallentare la velocità dei veicoli nei centri abitati, con gli scossoni che provoca nei veicoli che lo scavalcano a una velocità superiore a quella consentita in quel tratto stradale.

## Introduzione
Un dosso rallentatore è un dosso in una carreggiata che può essere circolare, parabolico, oppure sinusoidale, e può avere interruzioni vicino alla sua piega per permettere il drenaggio. La velocità alla quale un veicolo può passare sopra un dosso diminuisce con l'altezza del dosso.
I dossi rallentatori variano in altezza da circa 3 cm a quasi 15 cm e possono variare in lunghezza da meno di 30 cm a quasi 3 m come quelli spesso impiegati nel Regno Unito come attraversamento pedonale. I dossi rallentatori più lunghi di 3 m sono spesso chiamati dossi anti-velocità, e sono spesso usati per rallentare il traffico nei quartieri residenziali.
L'utilizzo dei dossi anti-velocità è ampiamente diffuso nel mondo e sono più spesso dislocati dove si desidera che la velocità dei veicoli che percorrono la strada sia piuttosto bassa.
Anche se i dossi rallentatori sono molto efficaci nel mantenere la velocità dei veicoli bassa, il loro uso è in qualche modo considerato controverso dal momento che possono provocare rumori e danni ai veicoli se presi a velocità troppo elevate, e possono risultare di intralcio ai mezzi d'emergenza come le ambulanze. I dossi stradali che spesso si trovano in parcheggi privati (troppo alti, troppo ampio l'angolo d'inerpicata per la velocità consentita) possono essere difficili da sormontare per i veicoli col pianale troppo basso dal suolo, come per esempio le auto sportive, anche a velocità molto basse.

## Storia
Il dosso stradale venne inventato nel XX secolo. Prima dell'invenzione dell'automobile e del largo uso delle strade asfaltate, i veicoli stradali non riuscivano a sviluppare velocità tali da dover richiedere l'uso dei dossi.
Sul "New York Times" del 7 marzo 1906 venne riportato che a Chatham, New Jersey, era allo studio un progetto per quello che, probabilmente, può essere considerato come il primo dosso stradale di sempre. Secondo le disposizioni, gli incroci delle strade avrebbero dovuto essere rialzati di cinque pollici (circa 12,7 cm) rispetto al manto stradale, aggiungendo "Questo piano di rallentamento delle auto è stato discusso da diversi comuni, ma Chatham è stata la prima a metterlo in atto."

## Dossi stradali in Italia
Il Regolamento di esecuzione e di attuazione del nuovo codice della strada (D.P.R. n. 495/1992) all'art. 179, comma 5 (art. 42 cod. str.) prescrive per i rallentatori di velocità:
“I dossi artificiali possono essere posti in opera solo su strade residenziali, nei parchi pubblici e privati, nei residences, ecc.; possono essere installati in serie e devono essere presegnalati. Ne è vietato l'impiego sulle strade che costituiscono itinerari preferenziali dei veicoli normalmente impiegati per servizi di soccorso o di pronto intervento”. Il concetto però di strada residenziale non è ben definito a meno di non ricondurlo alla definizione di zona residenziale. In questo caso l'utilizzo dei dossi sarebbe molto limitato. Inoltre la Direttiva del 24/10/2000 del Ministero dei Lavori Pubblici "sulla corretta ed uniforme applicazione delle norme del codice della strada in materia di segnaletica e criteri per l'installazione e la manutenzione" prescrive che "I dossi prefabbricati devono essere approvati; quelli eventualmente collocati su itinerari di attraversamento dei centri abitati, lungo le strade più frequentemente percorse dai veicoli di soccorso, di polizia o di emergenza, o lungo le linee di trasporto pubblico, devono essere rimossi".

## Dossi stradali nel Regno Unito
Nel Regno Unito, le deflessioni verticali nella superficie stradale, impiegate per la regolazione della velocità, sono ampiamente diffuse e presentano una notevole varietà, con specifiche specializzazioni. Queste strutture del manto stradale sono concepite nel rispetto del principio di moderazione del traffico e sono state realizzate attraverso diverse metodologie:
- Il dosso artificiale è la varietà più comune, costituita da mezzi-cilindri in asfalto, cemento o gomma, disposti perpendicolarmente al senso di circolazione e con la parte superiore arrotondata e spesso smussata, molto spesso contenente riflettori di tipo catadiottrico.
- La "speed table" o "tabella di velocità" è una specie di largo dosso o piatta collinetta allungata (molto spesso colorato in rosso o giallo). Può includere le righe zebrate di un attraversamento pedonale. Questo tipo di attraversamento viene disposto lungo itinerari pedonali preferenziali (che portano agli ingressi della metropolitana, a scuole, ospedali o a centri commerciali), spesso viene illuminato da un'insegna pedonale con una lampada diretta verso il basso, ed è il più gradito alle moto, ai servizi di emergenza (come polizia e ambulanze) e ai conducenti di autobus, perché piuttosto rado e ben segnalato.
- Lo "speed cushion" o "cuscini di velocità" è una porzione rialzata della strada con la sommità piatta che si estende su una parte della carreggiata. I "cuscini di velocità" possono essere usati singolarmente in punti di calmieramento, oppure in paia o triplette, per delimitare un segmento di strada, come di fronte a una scuola o un ospedale.
- Le "rumble strip" o "bande sonore" sono strisce di rollio con rilievi smussi, che fanno che la gomma emetta un rollio come di tamburo quando ci passa sopra. Vengono impiegate per esempio prima e dopo l'imbocco delle rampe di ascesa e discesa alle autostrade, prima delle aree dove bisogna decelerare fortemente (p. es. per lavori in corso), ai bordi delle curve nelle zone di campagna oppure nei parcheggi dei centri commerciali, perché sono fonte di rumore.

Il Dipartimento per i trasporti definisce le regole per il progetto e uso dei dossi artificiali.

## Critiche
La Association of British Drivers, la National Motorists Association (statunitense) e siti internet come Americans Against Traffic Calming e No Speed Bumps sono critici nei confronti dell'utilizzo dei dossi stradali. Ovviamenti questi gruppi hanno una certa agenda politica, ma le loro argomentazioni includono:
- i dossi possono ostacolare o rallentare l'accesso in determinate aree ai veicoli di soccorso.
- uccidono più persone di quante non ne salvino, principalmente a causa dei ritardi sopra menzionati dei servizi di emergenza.
- possono incoraggiare una rapida accelerazione e un aumento della velocità da parte degli automobilisti che cercano di recuperare il tempo perso per attraversare il dosso.
- sono dei sostituti per mancanza di obblighi precisi.

Un'altra possibile critica viene dal fatto che spesso non sono progettati secondo uno standard comune e con sufficiente precisione. Lo spigolo di un dosso, se non correttamente costruito, può per esempio danneggiare le ruote di una bicicletta ed essere causa di incidenti.

## Fonti
- (EN)  Department of Transport (UK) Highways (Road Humps) Regulations 1996
- (EN)  New York Times, "Democratic Rate Plan Favored by Roosevelt [and other news]", Mar 7, 1906. pg. 3.
- (EN)  Klaus Schlabbach, "Traffic Calming in Europe" Institute of Transportation Engineers